# جی‌پروتئین

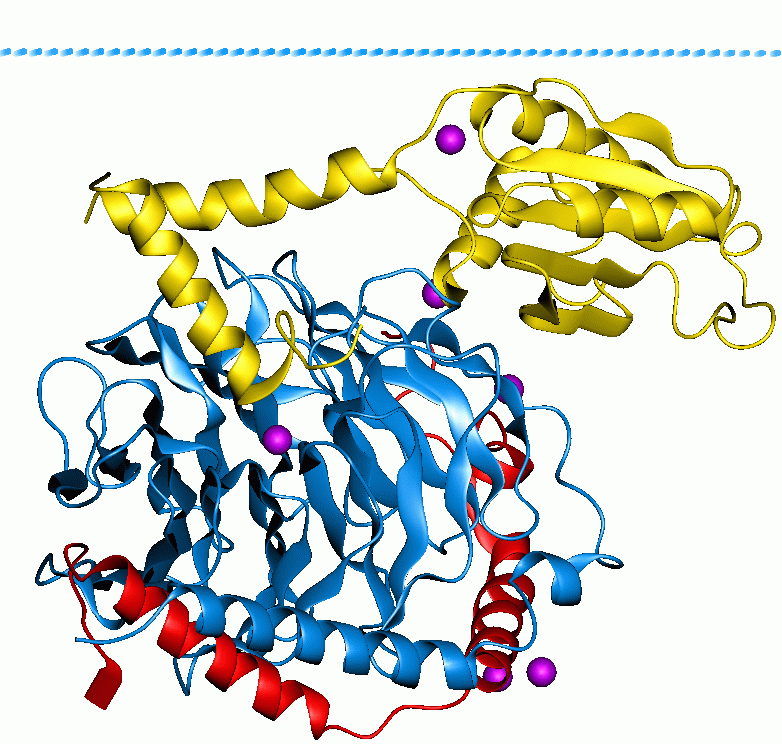
ساب‌یونیت (زیرواحد) بتا (آبی) و گاما (سرخ) در جی‌پروتئین فوسدسین-ترانسدوسین.

گوانوزین دی‌فسفات

گوانوزین تری‌فسفات

جی‌پروتئین یا پروتئینِ پیوندشونده به نوکلئوتید گوانوزین (به انگلیسی: Guanosine Nucleotide-binding Protein)، پروتئینی است که می‌تواند گوانوزین تری فسفات (GTP) را به گوانوزین دی‌فسفات (GDP) تبدیل کند.

## عملکرد
جی‌پروتئین‌ها گیرنده‌هایی پروتئینی هستند که یک سمت آن‌ها خارج از سلول و سمت دیگرشان داخل سلول قرار دارد (عبورکننده از عرض غشا). این سیستم نوعی پیامرسان برای مواد شیمیایی خاصی مثل هورمون‌ها و پیامرسان عصبی در سطح غشای سلول است. به عنوان مثال گیرنده‌های سرپنتینی از ۷ مارپیچ تشکیل شده که از عرض غشا می‌گذرند. اتصال مادهٔ شیمیایی به این گیرنده‌ها و تغییر شکل سه بعدی آن‌ها روی پروتئین دوم موجود در این سیستم (جی‌پروتئین متحرک یا Gs) در سطح سیتوزولی غشا اثر می‌گذارد. خود این پروتئین از سه زیر واحدα، βوγ تشکیل شده‌است. به زیرواحد آن GDP متصل است که بعد از تغییر شکل گیرنده توسط هورمون، به GTP تبدیل می‌شود.GTP باعث می‌شود که زیر واحدα از دوتای دیگر جدا شده و به سمت یک پروتئین غشایی دیگر حرکت کند. پروتئین غشایی جدید آدنیلیل سیکلاز است که بعد از اتصال به زیر واحد آلفا فعال شده و ATP را به cAMP تبدیل می‌کند. در صورتی که GTP مجدداً بهGDP تبدیل شود آدنیلیل سیکلاز از فعالیت بازمی‌ماند.

## تقسیم‌بندی
جی پروتئین‌ها دو نوع اند:
- جی‌پروتنین سیتوزولی که در سنتز و انتقال نقش دارد.
- جی پروتئین‌های غشایی که با ژرانیل، فارنسیل یا پرنیل به غشا متصل می‌شوند. راس یک جی‌پروتئین غشایی واجد GTP می‌باشد؛ که محصول پروتوانکوژن می‌باشد و به صورتهای H-ras, K-ras, N-ras وجود دارد. جی‌پروتئین همراه گیرنده غشاگذر هستند. مولکول‌های سیگنال اتصال پیدا مکنند به دامنه واقع شده در خارج از سلول. دامنه داخل سلولی جی‌پروتین را فعال می‌کند. جی‌پروتئین فعال شده یک آبشار از ترکیبات بیشتر است به راه می‌اندازد و در نهایت باعث می‌شود در پایین دست تغییر در سلول به وجود اید.[۳][۴][۵]